# ڹ
Ṇa ‹ ڹ › est une lettre additionnelle de l’alphabet arabe qui est utilisée dans l’arabi malayalam pour écrire le malayalam mappila et dans l’écriture du tamoul arwi. Elle est composée d’un nūn ‹ ن › diacrité d’un points suscrits.

## Utilisation
En malayalam mapplia écrit avec l’alphabet arabe, ‹ ڹ › représente une consonne nasale rétroflexe voisée [ɳ]. Elle est transcrite ṇa ‹ ണ › avec l’écriture malayalam.
En tamoul arwi écrit avec l’alphabet arabe, ‹ ڹ › représente une consonne nasale rétroflexe voisée [ɳ]. Elle est transcrite ṇa ‹ ण › avec l’alphabet tamoul.